# Лоуел (Арканзас)
Лоуел (енгл. Lowell) град је у америчкој савезној држави Арканзас.

## Демографија
По попису из 2010. године број становника је 7.327, што је 2.314 (46,2%) становника више него 2000. године.
| Група             | 2000.         | 2010.         |
| Белци             | 4.233 (84,4%) | 5.035 (68,7%) |
| Афроамериканци    | 39 (0,8%)     | 63 (0,9%)     |
| Азијати           | 136 (2,7%)    | 195 (2,7%)    |
| Хиспаноамериканци | 448 (8,9%)    | 1.808 (24,7%) |
| Укупно            | 5.013         | 7.327         |